# Relaciones Tayikistán-Venezuela
Las relaciones Tayikistán-Venezuela se refieren a las relaciones internacionales que existen entre Tayikistán y Venezuela.

## Historia
La embajada de Tayikistán en Irán expresó su apoyo y solidaridad al presidente venezolano Nicolás Maduro después del atentado de Caracas de 2018.
El 15 de marzo de 2019, el embajador de Venezuela ante Irán y designado como embajador concurrente ante Tayikistán, Carlos Alcalá Cordones, presentó sus cartas credenciales ante el presidente tayiko Emomali Rahmon.

## Misiones diplomáticas
- Venezuela cuenta con una embajada concurrente en Teherán, Irán.[2]